# Bandeira de Passos (Minas Gerais)
A Bandeira de Passos é um dos símbolos oficiais do município de Passos, estado de Minas Gerais.
A bandeira do município é em formato retangular bipartido na horizontal pelas cores vermelho e preto. Ao onde centro da bandeira se encontra um triângulo equilátero na cor branca, rodeado pelos dizeres: "POR PASSOS, POR MINAS, PELO BRASIL", também em branco. 
A bandeira de Passos foi criada em 1958, de autoria de Starling Soares e José Barbosa de Andrade e Silva, a mando do então prefeito, Geraldo da Silva Maia. A bandeira do município foi inspirada na Bandeira da Paraíba.